# Tudi’ao (köpinghuvudort i Kina, Guizhou Sheng, lat 28,46, long 108,21)
Tudi'ao (kinesiska: 土地坳, 土地坳镇) är en köpinghuvudort i Kina. Den ligger i provinsen Guizhou, i den sydvästra delen av landet, omkring 250 kilometer nordost om provinshuvudstaden Guiyang. Antalet invånare är 19 048. Befolkningen består av 9 390 kvinnor och 9 658 män. Barn under 15 år utgör 39 %, vuxna 15-64 år 51 %, och äldre över 65 år 8,0 %.